# Visselhövede
Visselhövede is een gemeente in de Duitse deelstaat Nedersaksen, gelegen in het Landkreis Rotenburg (Wümme). De stad telt 9.579 inwoners. . Naburige steden zijn onder andere Rotenburg (Wümme), Walsrode en Verden (Aller).

## Indeling van de gemeente

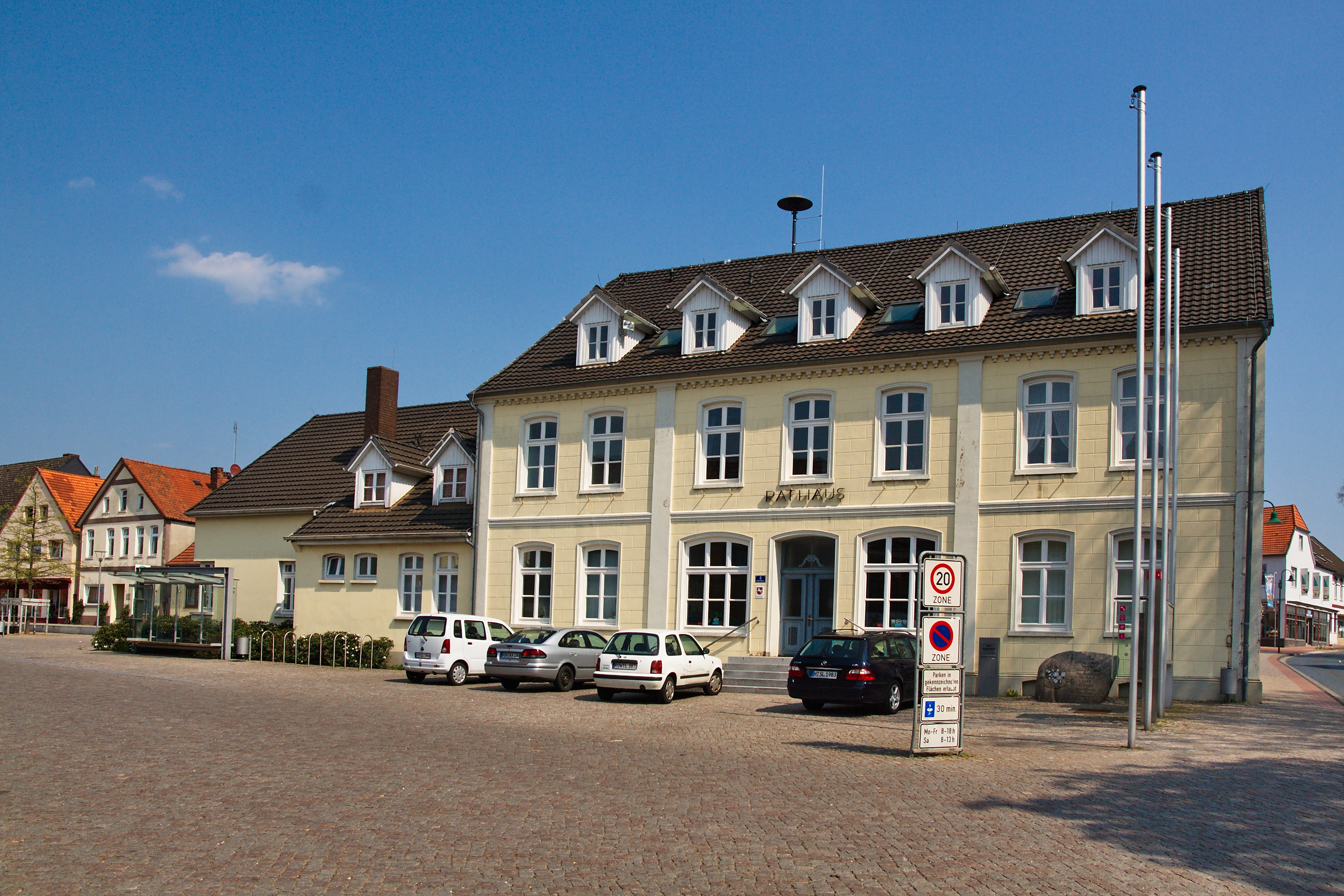
Gemeentehuis

Blijkens de hoofdgemeenteverordening (Hauptsatzung d.d. 13 oktober 2022) bestaat de gemeente uit de kernstad Visselhövede en de volgende 14 Ortschaften:
- Bleckwedel (ZZW van Jeddingen)
- Buchholz (NNW)
- Dreeßel (NW van Jeddingen)
- Drögenbostel (NO van Hiddingen)
- Hiddingen (1; NO van Schwitschen)
- Jeddingen (1; WZW; aan de spoorlijn)
- Kettenburg (Z)
- Lüdingen (incl. het ten zuiden ervan gelegen gehucht Hainhorst; W van Wittorf)
- Nindorf (1; W)
- Ottingen (ZO)
- Rosebruch (meer dan 8 km N)
- Schwitschen (1; NO)
- Wehnsen (1; ZW)
- Wittorf (NW).

De vijf met (1) gemerkte Ortschaften hebben een eigen, gekozen vertegenwoordiging bij het gemeentebestuur, een Ortsrat. De andere negen Ortschaften worden vertegenwoordigd door een speciale ambtenaar, een Ortsvorsteher(in). De aanduiding W, ZO enz. geeft de situering van het stadsdeel ten opzichte van het centrum van Visselhövede weer ( W = ten westen, ZO = ten zuidoosten van het centrum enz.)

## Geografie, infrastructuur

### Naburige gemeenten
- In het westen: Kirchlinteln, Landkreis Verden, en verderop, circa 30 km ten westen van Visselhövede; de stad Verden
- In het noordwesten: Rotenburg (Wümme), afstand ongeveer 19 km via de B 440
- In het noorden: enige dorpen in de Samtgemeinde Bothel, Landkreis Rotenburg
- In het noordoosten: Neuenkirchen, Landkreis Heidekreis; afstand ongeveer 11 km
- In het oosten: Soltau, afstand ongeveer 21 km
- In het zuiden: Walsrode, afstand ongeveer 15 km

### Infrastructuur

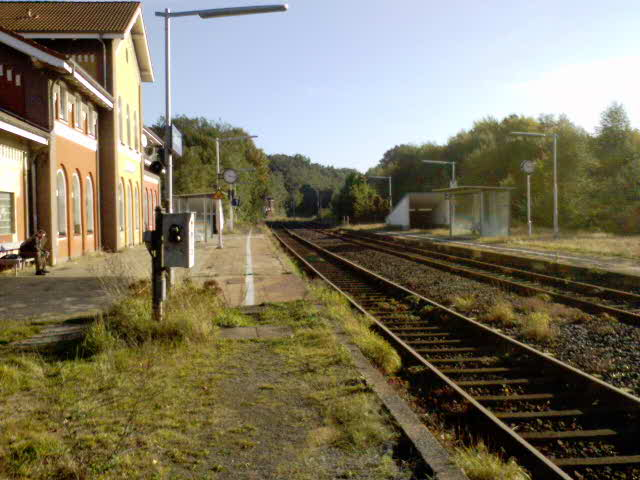
Station

Door de gemeente, en ook door Wittorf, Visselhövede zelf en Ottingen heen, loopt van noordwest naar zuidoost de Bundesstraße 440. De dichtstbij gelegen afrit van een Autobahn is afrit 46 Dorfmark van de A7. Deze ligt ongeveer 15 km ten zuidoosten van Visselhövede.
Visselhövede heeft een station aan de spoorlijn van Bremen Hbf naar Soltau en Uelzen v.v.. Zie: Spoorlijn Uelzen - Langwedel. Het eind 2021 gerenoveerde station staat ruim één kilometer ten zuidwesten van het stadscentrum. Een voormalig spoorlijntje van Visselhövede noordwaarts naar Brockel heeft plaats gemaakt voor een fiets- en wandelpad. Het openbaar vervoer per bus is van weinig betekenis; er rijden vrijwel alleen belbussen.

## Economie

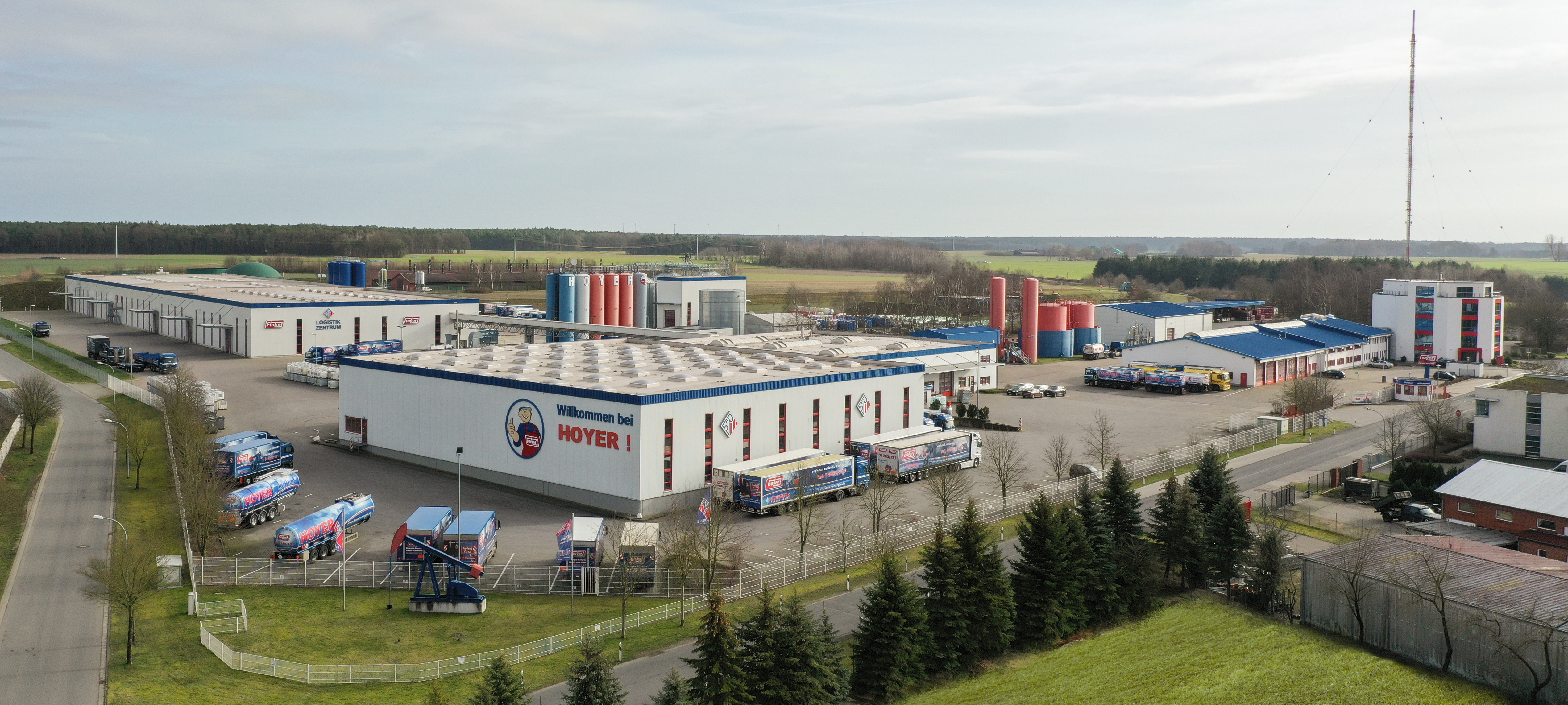
Het bedrijf Hoyer

Te Visselhövede is de hoofdzetel van één groot, in geheel Duitsland opererend bedrijf gevestigd. Dit is VISKA B.V. & Co. KG (tot 3 oktober 2023 Hoyer Asset Management GmbH & Co. KG, kortweg Hoyer geheten). De onderneming handelt in brandstoffen voor auto's en schepen en heeft 11 eigen bunkerschepen en 200 eigen tankstations. Er werkten in 2021 ruim 2.000 mensen.
Visselhövede ligt niet ver van de Lüneburger Heide en profiteert mee van het toerisme daarheen.
Daarnaast is het stadje, dat aan de zuidoostrand over een uitgestrekt bedrijventerrein beschikt, de vestigingsplaats van veel kleine ondernemingen, die kunnen worden gekenschetst als regionaal en lokaal midden- en kleinbedrijf.

## Geschiedenis
Visselhövede ontstond rondom een oud kerkje, dat gebouwd werd op de plaats van een eerder heidens heiligdom, namelijk bij de bron van een Vissel geheten beek. De oudste schriftelijke documenten over de plaats dateren uit 1288. In dat jaar droeg hertog Albrecht II van Saksen o.a. Visselhövede over aan het Bisdom Verden; zie ook: Hertogdom Verden. In 1432 werd de plaats door oorlogsgeweld verwoest, en in 1450 herbouwd en omwald; Visselhövede had van toen af de status van vlek.
In de Dertigjarige Oorlog (1618-1648) had de plaats veel te lijden van oorlogsgeweld, zoals moordpartijen, plunderingen en brandstichtingen. Daarna maakte Visselhövede deel uit van het Zweedse kroonland Bremen-Verden, vanaf 1719 van het Keurvorstendom Brunswijk-Lüneburg, vanaf 1813 van het Koninkrijk Hannover, vanaf 1866 van Pruisen, vanaf 1871 van het Duitse Keizerrijk, en vanaf 1919 de Republiek van Weimar.
In 1873 verkreeg de plaats aansluiting op het spoorwegnet. In 1938 werden aan Visselhövede stadsrechten toegekend.
Van 1971 tot 2015 was Visselhövede een garnizoensplaats met verscheidene kazernes van de Bundeswehr. Per 1 maart 1974 werd de stad uitgebreid, doordat bij een gemeentelijke herindeling veertien omringende dorpen aan de stad werden toegevoegd; dit zijn de 14 hierboven vermelde Ortschaften.

## Bezienswaardigheden, recreatie

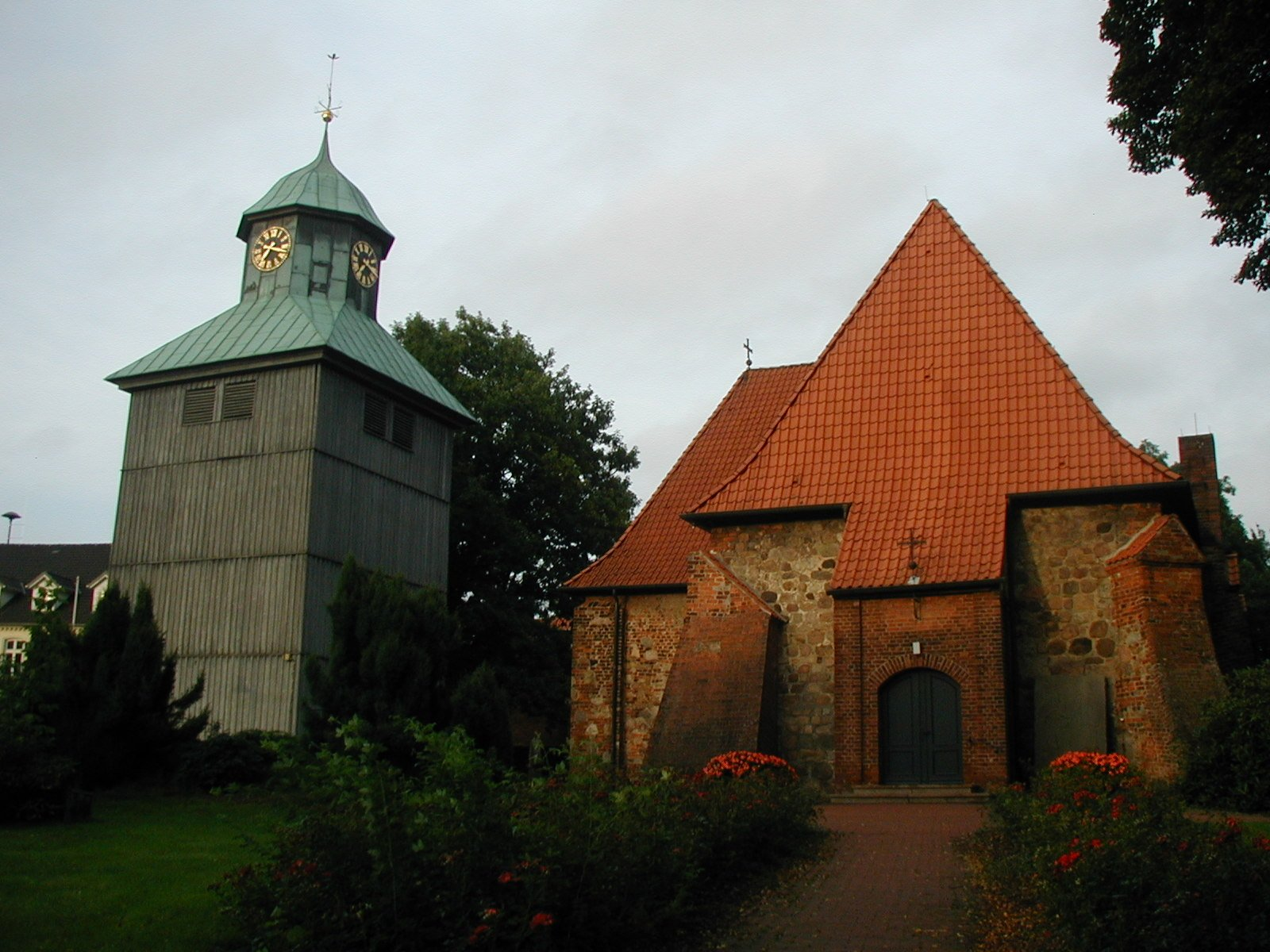
St. Johanneskerk
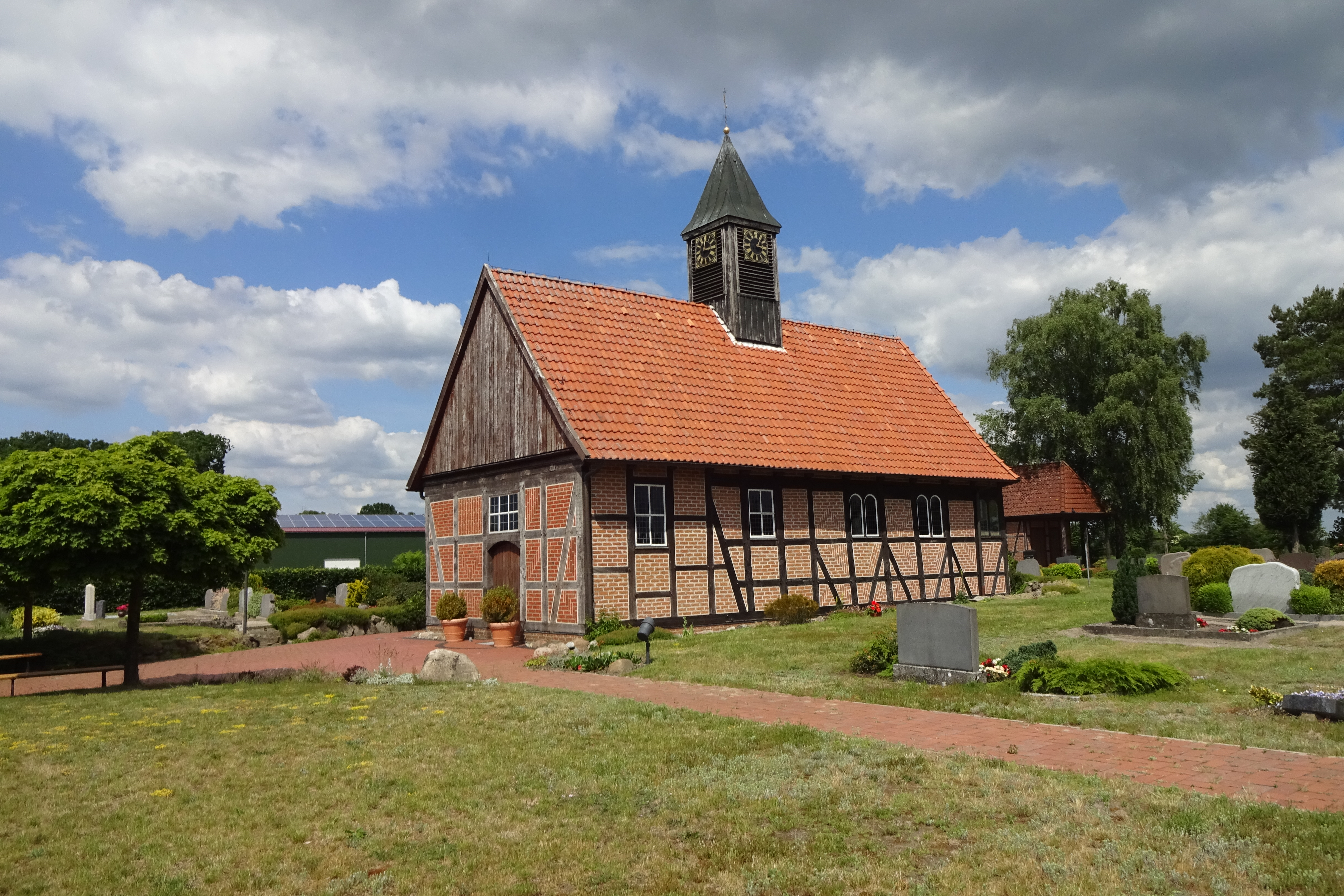
St. Nicolaaskapel te Wittorf
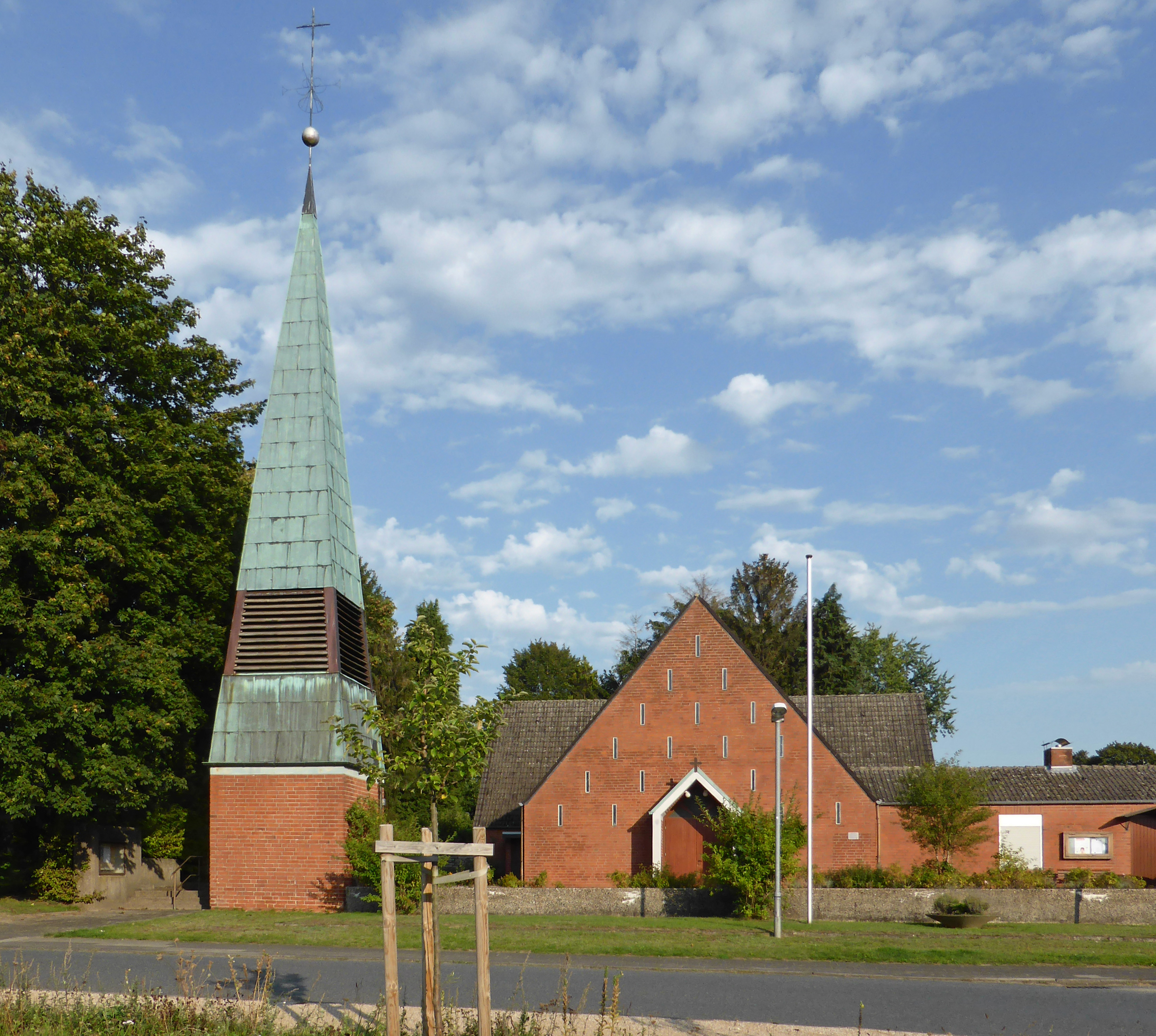
Heilig-Hartkerk, Visselhövede
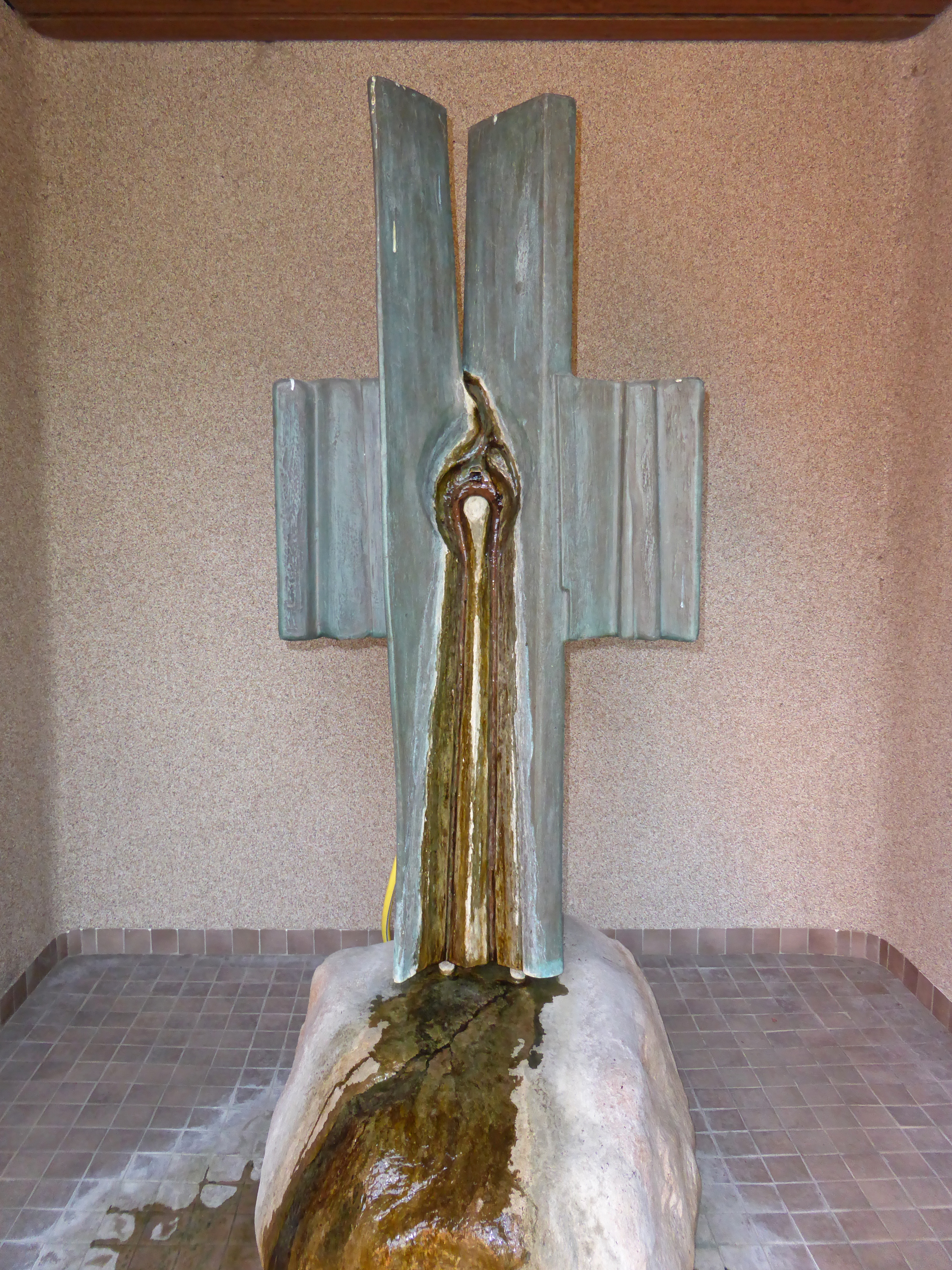
Monument voor pater Johannes Arnoldi in deze kerk
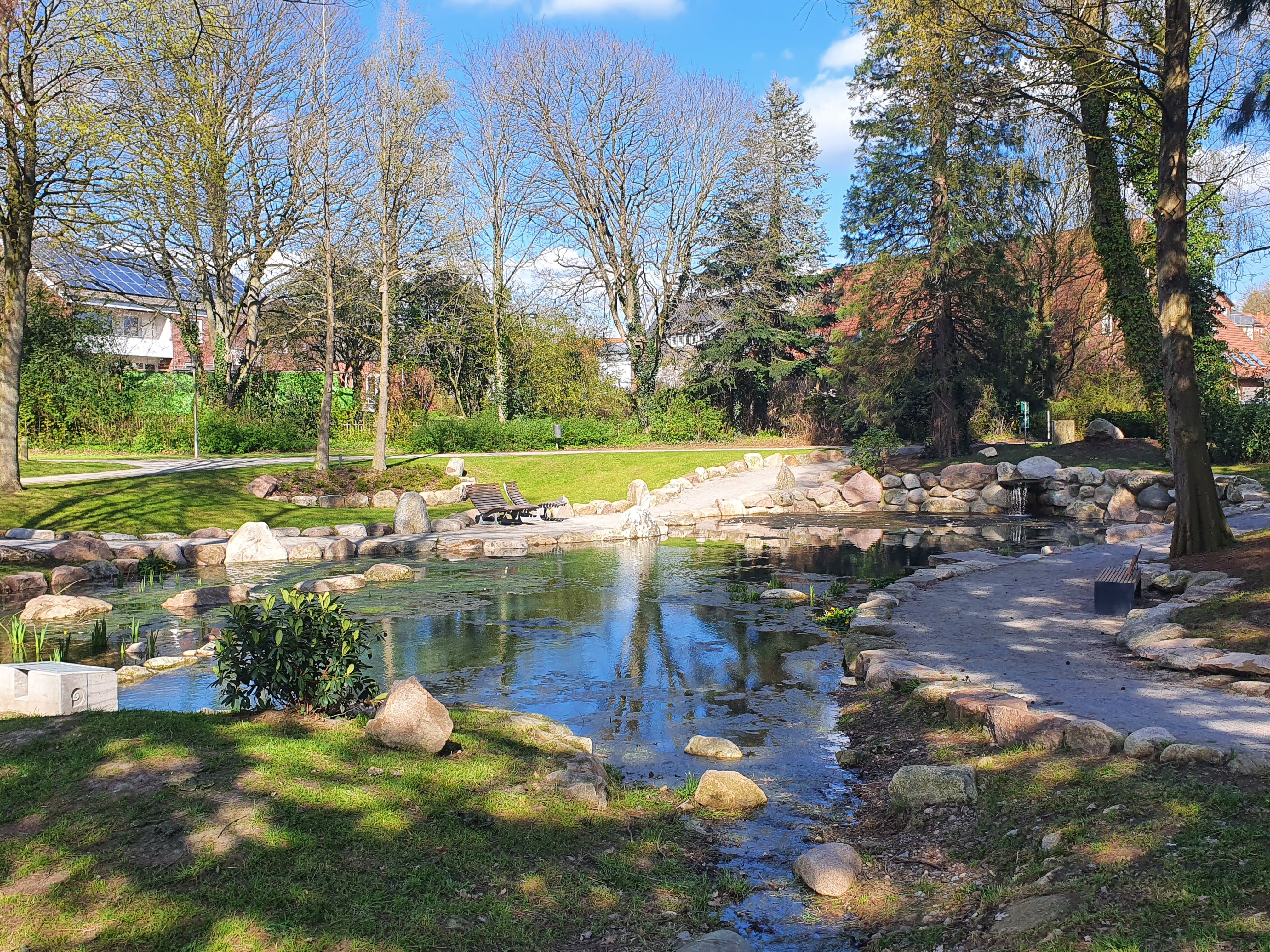
Bron van de beek Vissel te Visselhövede

- In het centrum van Visselhövede staat de bezienswaardige evangelisch-lutherse Johanniskirche, gewijd aan Johannes de Doper. Het hoofd van Johannes de Doper is ook in het stadswapen van Visselhövede weergegeven. Het in 1358 voltooide kerkgebouw heeft een overwegend barok interieur en een in 1799 gebouwd, vrijstaand, houten klokkentorentje.
- Te Wittorf staat de evangelisch-lutherse Sint-Nicolaaskapel, die uit plm. 1600 dateert.
- Uit 1966 dateert de rooms-katholieke Heilig-Hartkerk te Visselhövede.
- Via de website van de gemeente kan men diverse wandel- en fietsroutes downloaden.

## Bekende inwoners
- Johannes Arnoldi (* 24 juni 1596 in Warburg; † 9 november 1631 bij Visselhövede), vermoord[4]; pater der jezuïeten; geëerd als martelaar der Rooms-Katholieke Kerk.
- Gerd Lüdemann, (Visselhövede, 5 juli 1946 – Göttingen, 23 mei 2021), protestants theoloog
- Christopher von Deylen, geboren op 15 oktober 1970 in Visselhövede, musicus en muziekproducer, frontman van het muziekproject Schiller

- Gemeinsame Normdatei: 4410210-0
- MusicBrainz: 63cba983-97f2-4adb-9dd1-b8b87721be33
- Virtual International Authority File: 242720117
- WorldCat: E39PCjyYqCgbwygvCDqKmFxJQm

Ahausen · 
Alfstedt · 
Anderlingen · 
Basdahl · 
Bötersen · 
Bothel · 
Breddorf · 
Bremervörde · 
Brockel · 
Bülstedt · 
Deinstedt · 
Ebersdorf · 
Elsdorf · 
Farven · 
Fintel · 
Gnarrenburg · 
Groß Meckelsen · 
Gyhum · 
Hamersen · 
Hassendorf · 
Heeslingen · 
Hellwege · 
Helvesiek · 
Hemsbünde · 
Hemslingen · 
Hepstedt · 
Hipstedt · 
Horstedt · 
Kalbe · 
Kirchtimke · 
Kirchwalsede · 
Klein Meckelsen · 
Lauenbrück · 
Lengenbostel · 
Oerel · 
Ostereistedt · 
Reeßum · 
Rhade · 
Rotenburg · 
Sandbostel · 
Scheeßel · 
Seedorf · 
Selsingen · 
Sittensen · 
Sottrum · 
Stemmen · 
Tarmstedt · 
Tiste · 
Vahlde · 
Vierden · 
Visselhövede · 
Vorwerk · 
Westertimke · 
Westerwalsede · 
Wilstedt · 
Wohnste · 
Zeven